# Gunnar Påhlman
Anders Gunnar Påhlman, född 14 december 1911 i Stockholm, död 25 januari 1993 i Södertälje, var en svensk arkitekt. Han var son till August Emanuel Påhlman.
Efter studentexamen 1930 utexaminerades Påhlman 1935 från Kungliga Tekniska högskolan. Han företog studieresor till Danmark och Tyskland 1931, Danmark, Tyskland och Tjeckoslovakien 1934, Tyskland, Italien och Schweiz 1938. Han var stadsarkitekt i städerna Motala, Mjölby, Vadstena och Skänninge från 1938, tillika i Ödeshögs municipalsamhälle från 1944 och i Boxholms köping från 1946. Han blev därefter stadsarkitekt i Karlskoga stad 1950, stadsplanechef i Södertälje stad 1962, stadsarkitekt där 1964, direktör för stadsingenjörskontoret i Malmö kommun 1971 och var stadsbyggnadsdirektör i sistnämnda kommun 1973–1976. Han bedrev även egen arkitektverksamhet och var expert i saneringsutredningen 1952–1954. Gunnar Påhlman är begravd på Södertälje kyrkogård.